# Margarete Ketelhohn
Margarete Ketelhohn (* 17. Februar 1884 in Schwerin als Margarete Beyer; † 28. Mai 1969 in Rostock) war eine deutsche Politikerin der SPD und spätere SED-Funktionärin.

## Leben
Margarete Ketelhohn wurde 1884 geboren als Tochter des Tischlers Johann Beyer und dessen Ehefrau Sophie. Nach Besuch der Volksschule absolvierte sie eine Schneiderlehre und war dann bis 1905 als Dienstmädchen und Schneiderin tätig. Nach der Heirat mit Paul Ketelhohn (1882–1965) wohnte sie ab etwa 1919 in Rostock und war Hausfrau. 1920/21 war sie Vorsitzende des Hausangestelltenverbandes in der Ortsgruppe Rostock und von 1925 bis 1927 dort auch Stadtverordnete. Von 1926 bis 1933 war sie Vorstandsmitglied der SPD, Vorsitzende der SPD-Frauengruppe in Rostock und zugleich Mitglied des SPD-Bezirksvorstandes Mecklenburg-Lübeck. Daneben war sie von 1928 bis 1933 auch Mitglied des Bezirksvorstandes der Arbeiterwohlfahrt Mecklenburg-Lübeck.
1920 erlangte sie – als eine von nur fünf Frauen – einen Sitz im Landtag des Freistaates Mecklenburg-Schwerin, dem sie bis 1924 (1. und 2. Wahlperiode) und dann erneut von 1925 bis 1933 (4. bis 8. Wahlperiode) für die SPD angehörte. Während der Zeit des Nationalsozialismus stand sie von 1933 bis 1945 unter polizeilicher Beobachtung.
Nach 1945 zunächst wieder in der SPD aktiv, galt ihr Engagement erneut der Frauen- und Wohlfahrtsarbeit, so war sie 1945 Mitbegründerin des antifaschistischen Frauenausschusses in Rostock. Ab 1946 gehörte sie zum Bezirksvorstand der SED in Rostock und war Mitglied der Stadtleitung des Demokratischen Frauenbundes Deutschlands (DFD), der 1947 gegründeten Frauenorganisation. Für ihre Verdienste wurde sie mehrfach geehrt, sie erhielt u. a. den Vaterländischen Verdienstorden in Silber sowie die Clara-Zetkin-Medaille.
Margarete Ketelhohn verstarb kurz nach Vollendung ihres 85. Lebensjahres. Ihr Grab befindet sich auf dem Neuen Friedhof in Rostock (Feld Ia3). Im Rostocker Neubaugebiet Lichtenhagen wurden nach ihrem Tod die „Margarete-Ketelhohn-Straße“ sowie die 62. Polytechnische Oberschule nach ihr benannt (heute „Demminer Straße“ bzw. „Hundertwasser Gesamtschule“).